# J. Christoph Bürkle
Johann Christoph Bürkle (* 1954 in Hamburg) ist ein deutscher Kunsthistoriker, Architekturkritiker, Autor und Verlagsleiter. 

## Biografie
Nach einer  Fotografenausbildung studierte J. Christoph Bürkle Kunstgeschichte in Hamburg und München und promovierte 1985 bei Martin Warnke über Hans Scharoun. Von 1985 bis 1989 war er Dozent und Lehrbeauftragter an der Universität Hamburg und an der Fachhochschule Hamburg, von 1989 bis 1995 arbeitete er als Oberassistent an der ETH Zürich am Lehrstuhl für Kunst- und Architekturgeschichte bei Werner Oechslin. 
Von 1995 bis 2012 war J. Christoph Bürkle Leiter des Niggli Verlags, Redaktionsleiter der Architekturzeitschrift archithese und bis 2007 gleichzeitig Herausgeber der Kulturzeitschrift du. Er ist Mitglied des Bundes Schweizer Architekten (BSA), war Präsident des Architekturforums Zürich (bis 2018) und seit 2002 Dozent für Architekturgeschichte und Architekturtheorie an der Hochschule Liechtenstein. Er veröffentlichte zahlreiche Bücher zu Architekturthemen und verfasst regelmäßig Artikel in der Fach- und Tagespresse. Er lebt in Zürich.

## Publikationen
- Hans Scharoun und die Moderne. Ideen, Projekte, Theaterbau. Campus, Frankfurt am Main 1986, ISBN 3-593-33616-2.
- Hans Scharoun. Birkhäuser, Basel / Berlin / Boston 1993, ISBN 3-7643-5580-8.
- Wohnhäuser der klassischen Moderne. DVA, München 1994, ISBN 3421030499.
- (mit Werner Oechslin) El Lissitzky. Der Traum vom Wolkenbügel. gta, Zürich 1991, ISBN 3856760342.
- (mit Ruggero Tropeano) Die Rotach-Häuser. Ein Prototyp des Neuen Bauens in Zürich. gta, Zürich 1994, ISBN 3856760555
- (mit Ivan Nemec und Jürgen Pleuser) Der Deutsche Dom in Berlin. Kirche, Stadtzeichen, Ausstellungsbau. Niggli, Sulgen 1997, ISBN 372120302X.
- Morger & Degelo, Architekten. Niggli, Sulgen 2000, ISBN 3721203453.
- (mit Jörg Friedrich) Luigi Snozzi. Städte Bauen. Niggli, Sulgen 2000, ISBN 3721203224.
- Junge Schweizer Architekten – Young Swiss Architects. Niggli, Sulgen 2001, ISBN 3721203038.
- Max Dudler. Architektur für die Stadt. Niggli, Sulgen 2003, ISBN 3721204514.